# Niels Wytinck
Niels Wytinck (né le 16 juillet 1991 à Eeklo en Belgique) est un coureur cycliste belge.

## Palmarès et classements mondiaux

### Palmarès
- 2011
  - Tour de Hollande-Septentrionale
- 2012
  - 3e du Grand Prix Criquielion

### Classements mondiaux
| Année           | 2011 | 2012 | 2013 |
| --------------- | ---- | ---- | ---- |
| UCI Europe Tour | 340e | 629e | 804e |